# Death metal melódico

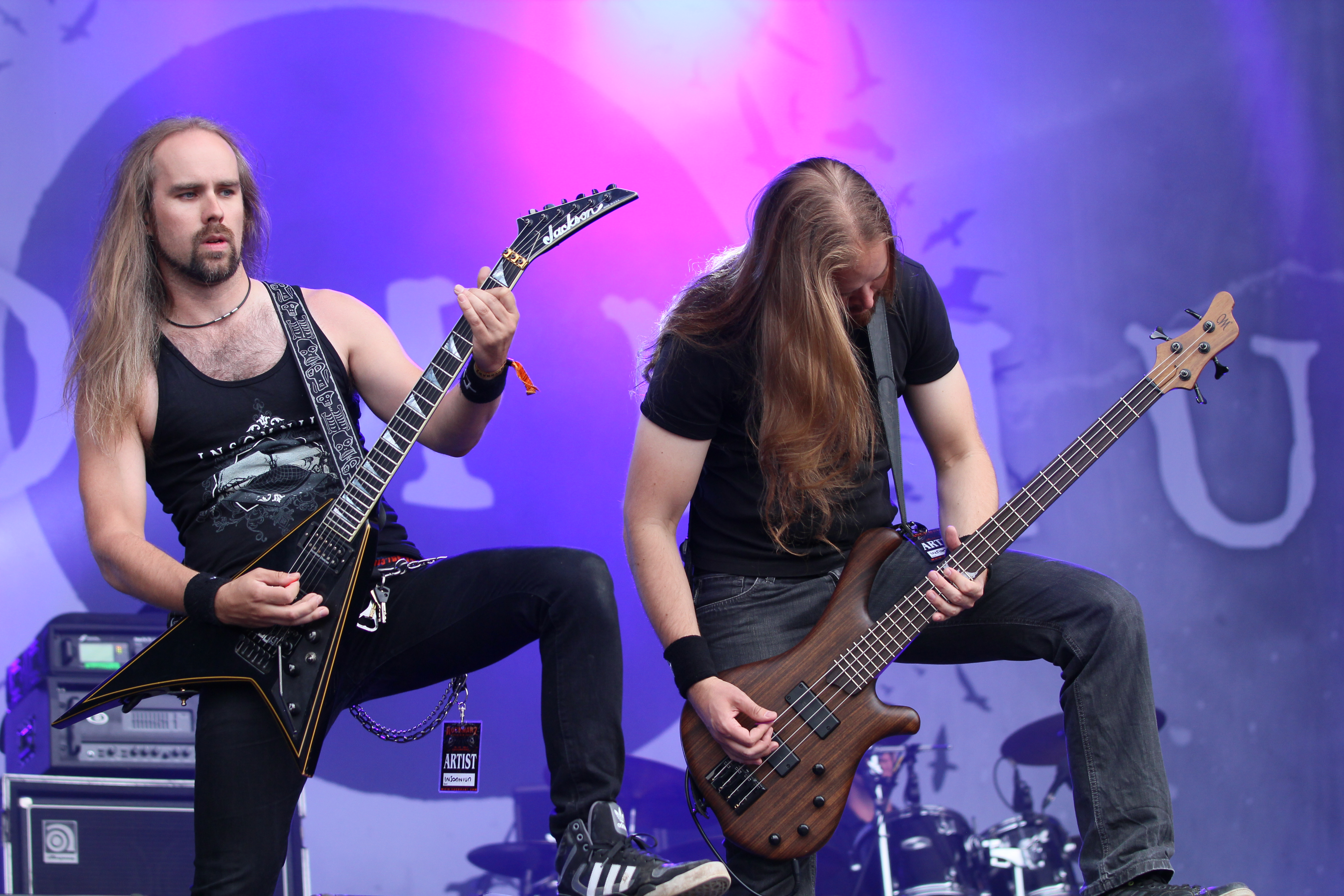
Insomnium, Rockharz Open Air 2014.

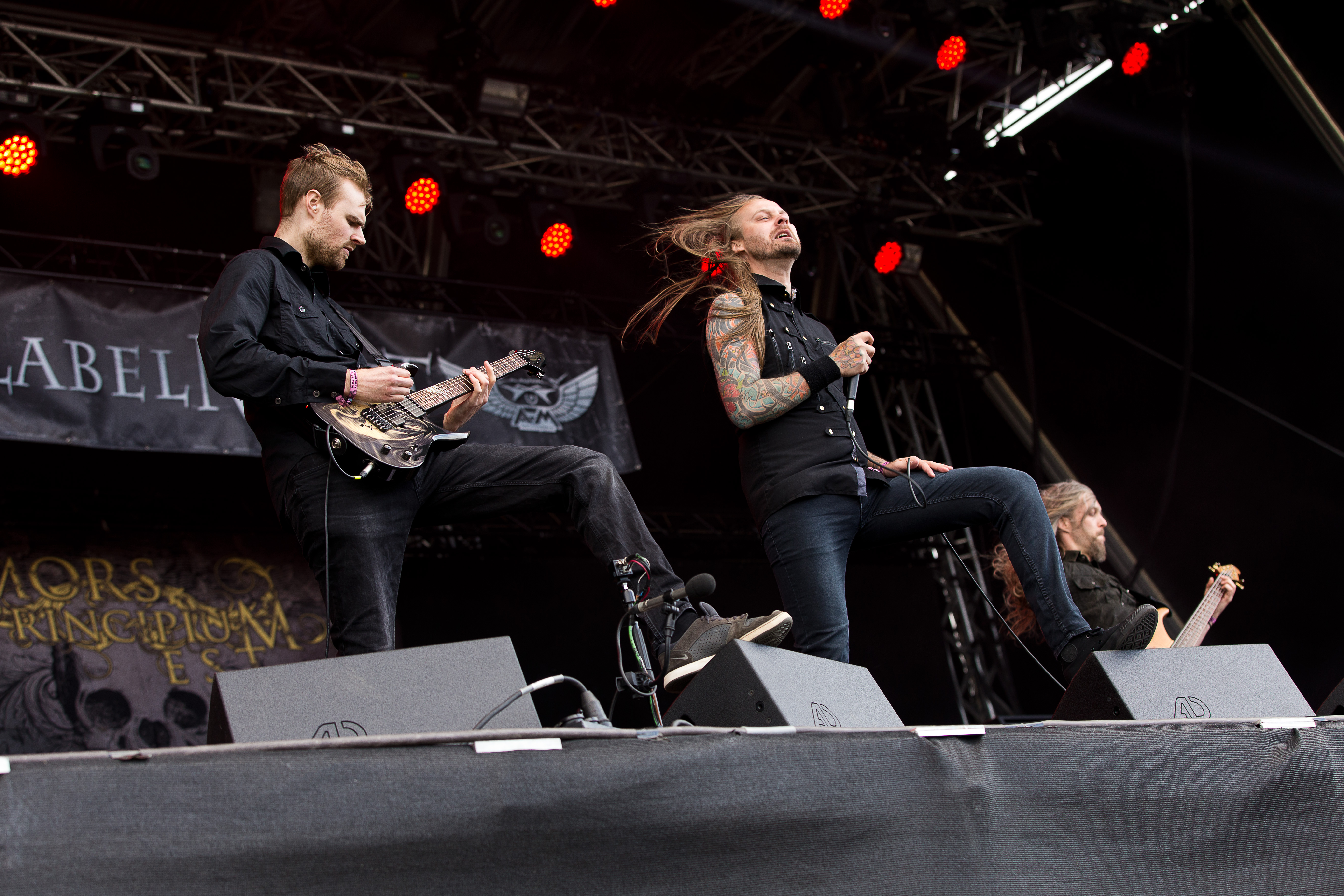
Mors Principium Est, Rockharz Open Air 2016.

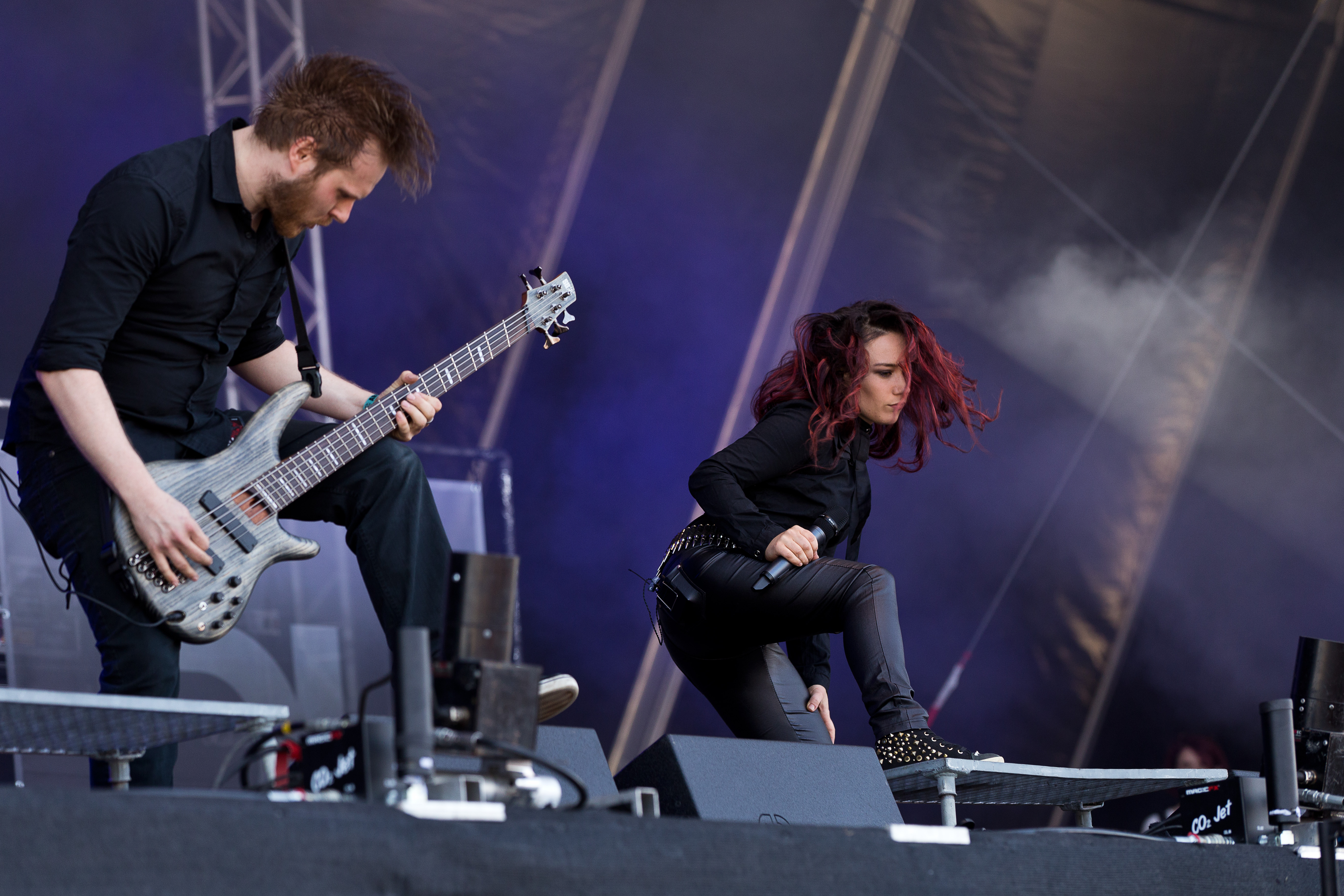
Deadlock, Rockharz Open Air 2016.

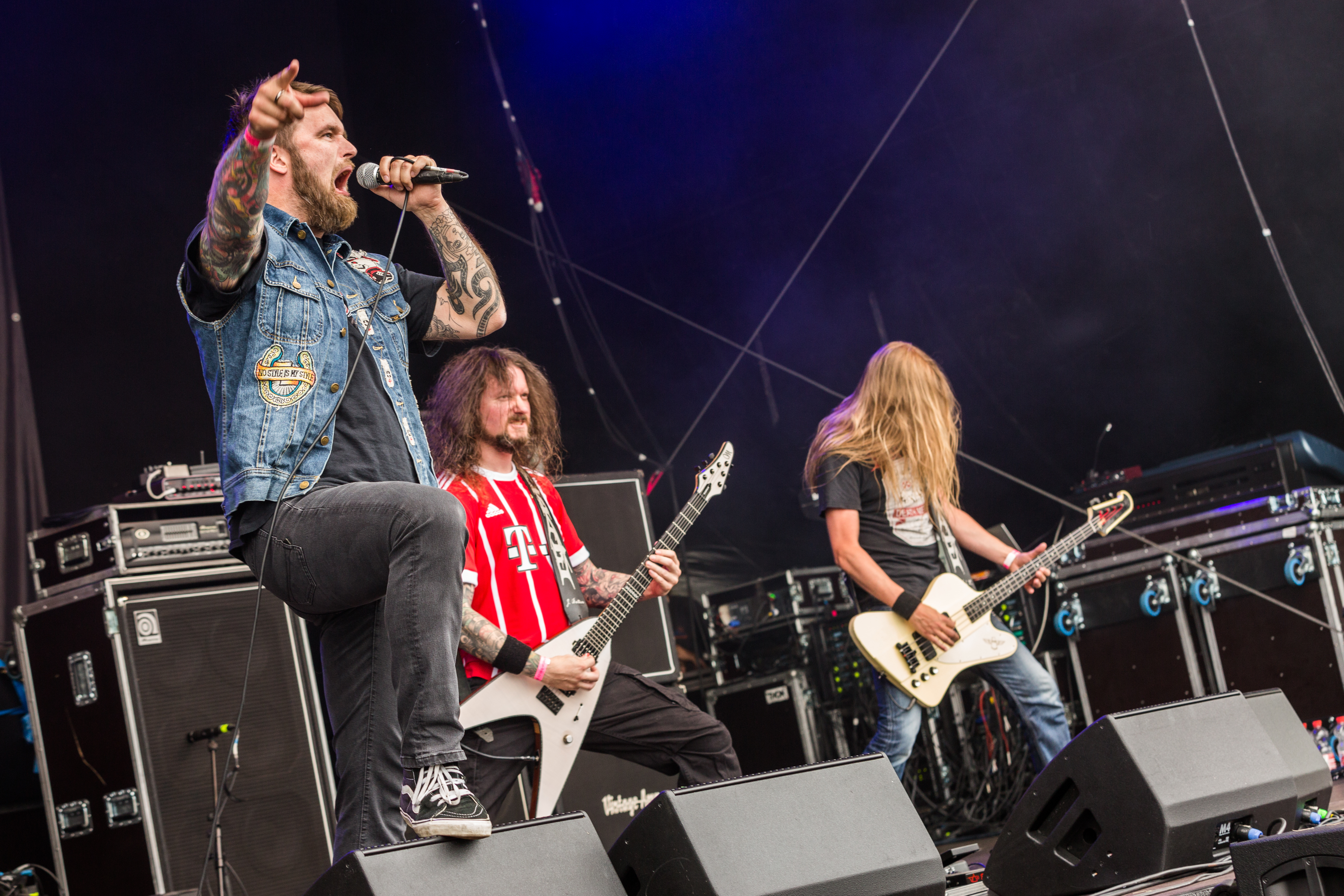
Illdisposed, Metal Frenzy Festival 2017.

El death metal melódico es un subgénero musical del death metal donde los riffs son prominentes en melodía y armonía.

## Características
El death metal melódico, también llamado melodeath o metal de Gotemburgo, toma originalmente como base al death metal, añadiéndole elementos como un componente mayormente melódico con estribillo marcado, armonía, la frecuente presencia de teclado, la dureza de las guitarras típica del death metal, y ocasionalmente la adición de pasajes en guitarra acústica y voz limpia.

## Historia
El origen del subgénero se atribuye al álbum Heartwork (1993) de los ingleses Carcass, banda en la que por entonces militaba el guitarrista sueco Michael Amott (posteriormente, fundador de Arch Enemy). Fue sin embargo en la ciudad de Gotemburgo, Suecia, donde explotó a nivel creativo y comercial, principalmente a raíz de tres discos grabados en 1995: Slaughter of the Soul de At The Gates, The Gallery de Dark Tranquility y The Jester Race de In Flames. Por ello, el subgénero frecuentemente es llamado metal de Gotemburgo o sonido de Gotemburgo. Aunque ciertos aficionados y músicos sostienen como hipótesis que el metal de Gotemburgo es distinto al death metal melódico, esta misma consideración es frecuentemente despreciada y ambos términos se utilizan indistintamente. 
Durante la década de 1990, la tendencia se fue expandiendo principalmente por el resto de la Europa escandinava, aunque existen grupos de todas partes del mundo que se han adscrito a este subgénero, alcanzando cierta popularidad en Europa, dando pie a que alguno de los grupos cambiaran su música hacia una versión más accesible del subgénero como Children of Bodom, Amon Amarth, Arch Enemy, Soilwork, Amorphis, In Flames, Mercenary, Sonic Syndicate, Scar Symmetry, entre otros, combinando sus estilos con otros subgéneros del heavy metal como el metal progresivo o el power metal por ejemplo. Llegada la década de 2000, supuso una importante influencia en Estados Unidos para muchas bandas de metalcore.

## Escenas regionales
La gran mayoría de las bandas de death metal melódico provienen de las regiones Escandinavas y de Europa del Norte, específicamente de Suecia y Finlandia.[cita requerida] La década pasada, provenientes de Finlandia, salió una nueva oleada de bandas de death metal melódico, con un sonido característico de ese país ya que ciertas bandas comenzaron a combinar este subgénero con power metal, como Children of Bodom, Insomnium, Kalmah, Mors Principium Est, Norther, Eternal Tears of Sorrow, entre otras. Si bien este subgénero no es muy comercial en Dinamarca, ha logrado cierta popularidad en la escena underground de ese país, muy de la mano con el death metal tradicional, claros ejemplos son Illdisposed, quienes con el paso de los años se han agregado ciertas melodías a su estilo, y a Hatesphere, quienes además incorporan sonidos groove/metalcore a su estilo. En años más recientes, el género ha ganado cierta popularidad, adquiriendo gran impulso en Norteamérica, especialmente fanes en este país de la música escandinava han formado bandas influenciadas fuertemente por esa corriente musical; bandas de metalcore, groove metal y más adelante el deathcore, han tomado cierta influencia del death metal melódico y lo han aplicado a su sonido, ejemplos: DevilDriver, The Black Dahlia Murder, Darkest Hour, Dethklok, e incluso Underoath en sus inicios. Beyond the Sixth Seal es la primera banda que combina el death melódico con death 'n' roll, que es derivado del death metal, fusionado con el rock and roll; muchas bandas a nivel mundial han experimentado y combinado el Death melódico con otros subgéneros, como el black metal (Dissection), el death/doom (Daylight Dies), el deathgrind (Aborted), el folk metal (Eluveitie), el groove metal (The Haunted) y un largo etcétera. El death metal melódico ha tenido también mucha importancia en la escena Australiana, teniendo a varios representantes del género en este país, tales como Switchblade, Daysend, Be'lakor e Infernal Method. 
La escena europea (centro y sur específicamente) ha crecido notablemente, con bandas como Nightrage (quien en su alineación alberga a músicos de Grecia, Suecia, Finlandia y Bélgica), Hollenthon (Austria), Inactive Messiah (Grecia), Deadlock (Alemania), Disarmonia Mundi (Italia) y Rise to Fall, Elderdawn o Insidious War (España), quienes han aumentado predominantemente el peso de la escena, además, como dato interesante, muchas bandas de la región central de Europa, han optado por incorporar elementos más sinfónicos a su sonido. Un ejemplo es Eluveitie (Suiza) quienes combinan el "sonido Gotemburgo" con folk metal. Otras escenas menores han comenzado a emerger, especialmente en las regiones orientales como Japón, Turquía, EE. UU. y Egipto. Bandas como Blood Stain Child (Japón) han sido una de las más importantes en la escena de su país. Deus Ex Machina de Singapur ha sido también de gran renombre en su país.